# Motor Toon Grand Prix 2
Motor Toon Grand Prix 2 es un videojuego de carreras cuyo desarrollo  es considerado una incursión previa a la serie de Gran Turismo.  fue desarrollado por el equipo interno de la SCE que más tarde se transformaría en Polyphony Digital. Fue lanzado en los Estados Unidos con el nombre Motor Toon Grand Prix ya que su primera parte solo se comercializó en Japón . En el año 2002, el juego fue relanzado en Europa en un Twin Pack conjuntamente con Gran Turismo,  que era el próximo juego de Kazunori Yamauchi en aquel entonces. En el 2010, el juego fue relanzado para la PlayStation Network.
El juego es compatible con el control analógico neGcon de Namco.

## Personajes
- Captain Rock (piloto)
- Bolbox (robot)
- Penguin Bros. (pingüinos  mafiosos)
- Princess Jean (princesa malcriada)
- Raptor & Raptor (alienígenas)
- Ching Tong Chang (piloto de Carreras chino)
- Vanity (motociclista)
- Billy the tough (maquinista)